# Arno Esch (Politiker)

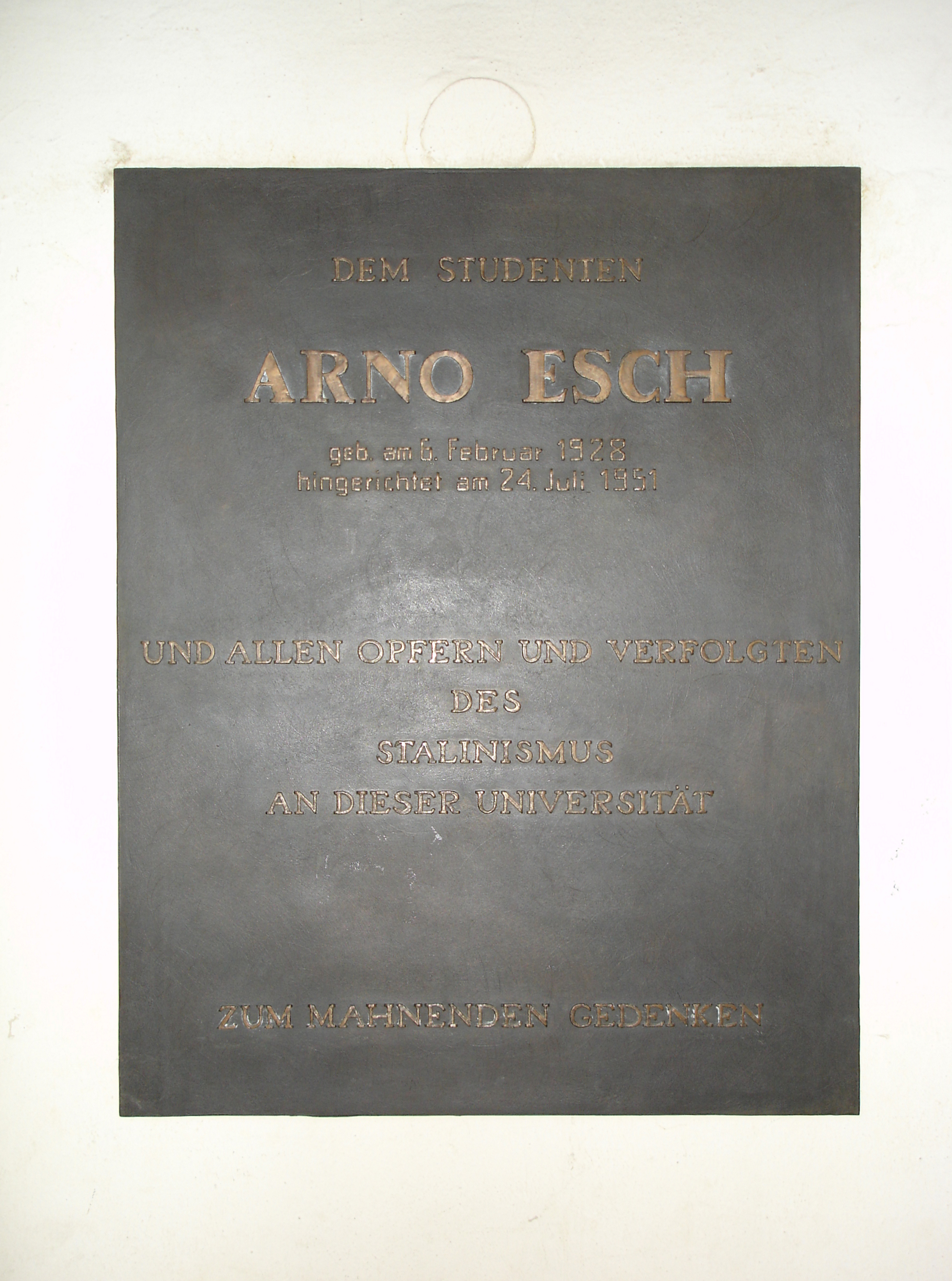
Gedenktafel in der Universität Rostock

Arno Esch (* 6. Februar 1928 in Memel; † 24. Juli 1951 in Moskau) war ein deutscher Politiker der Liberal-Demokratischen Partei (LDP) in der Sowjetischen Besatzungszone (SBZ). Er wurde 1949 verhaftet und 1951 zusammen mit zwei Weggefährten in der Sowjetunion hingerichtet.

## Leben
Esch wuchs in Memel auf, besuchte dort die Grundschule und anschließend die Knabenschule. 1944 floh er mit seiner Familie nach Mecklenburg. Bis April 1945 war er Marineflakhelfer. Das Abitur legte Esch 1946 an der Oberschule in Grevesmühlen ab, welche er seit 1945 besuchte. 1946 begann er ein Studium der Rechtswissenschaften an der Universität Rostock.
Esch wurde Mitglied der Liberal-Demokratischen Partei (LDP) und der Freien Deutschen Jugend (FDJ). An der Universität baute er eine Betriebsgruppe der LDP auf. Zum Kreis der Rostocker LDP-Hochschulgruppe um Arno Esch gehörten unter anderen die Studenten Bernhard Korupp und Friedrich-Franz Wiese.
Als Jugendreferent der LDP wandte er sich gegen den Leitanspruch der FDJ. Er war Mitglied des Landesjugendbeirats, wo er am 9. Oktober 1948 ein Redeverbot erhielt. Esch war 1948 im LDP-Hauptausschuss, 1949 wählte ihn der Eisenacher Parteitag in den LDP-Zentralvorstand. Er war Mitautor des Eisenacher Programms der LDP.
Esch war Pazifist und setzte sich für das Recht auf Kriegsdienstverweigerung ein. In Leitartikeln der Norddeutschen Zeitung plädierte er für einen sozial orientierten Liberalismus, für Gewaltenteilung, Bürgerrechte und die Abschaffung der Todesstrafe. Für Kontroversen sorgte sein Ausspruch: „Ein liberaler Chinese steht mir näher als ein deutscher Kommunist.“
Im August 1949 geriet er ins Visier der Sozialistischen Einheitspartei Deutschlands (SED), die in ihm „als Wissenschaftler ebenso wie als Richter eine Gefahr“ erkannte. Am 18. Oktober 1949 wurde er mit 13 weiteren jungen LDP-Mitgliedern aus Mecklenburg verhaftet. Er wurde im Juli 1950 in Schwerin von einem Sowjetischen Militärtribunal (SMT) wegen angeblicher Spionage und als angeblicher Kopf einer konterrevolutionären Organisation nach Artikel 58 des Strafgesetzbuches der RSFSR zum Tode verurteilt und nach Moskau gebracht. Dort revidierte das Militärkollegium des Obersten Gerichts der UdSSR das Urteil. In einem zweiten Prozess verurteilte ihn das SMT des Moskauer Militärbezirks am 26. Mai 1951 mit dem Studenten Gerhard Blankenburg (* 23. August 1923, Stettin) und dem LDP-Funktionär Heinrich Puchstein (* 26. August 1923, Labes) erneut zum Tode. Nach Ablehnung von Gnadengesuchen durch das Präsidium des Obersten Sowjets wurden alle drei am 24. Juli 1951 in der Lubjanka erschossen. Ihre Asche wurde nach Angaben der russischen Menschenrechtsorganisation Memorial auf dem Moskauer Donskoi-Friedhof beigesetzt.
Am 19. Juli 1991 rehabilitierte das Militärkollegium des Obersten Gerichts der UdSSR Arno Esch.

## Ehrungen
Die Universität Rostock erinnert mit einer Gedenktafel im Foyer des Hauptgebäudes an Esch und hat das zweitgrößte Hörsaalgebäude auf dem Campus Ulmenstraße nach ihm benannt. Das Arno-Esch-Hörsaalgebäude wurde 2011 eröffnet.
Im Rostocker Ortsteil Brinckmansdorf, im Schweriner Stadtteil Großer Dreesch sowie in Schönberg tragen Straßen seinen Namen. Das Gymnasium Am Tannenberg in Grevesmühlen besitzt ebenfalls eine kleine Gedenktafel für Arno Esch.
Nach Esch benannt sind auch die FDP-nahe Arno-Esch-Stiftung e. V. in Mecklenburg-Vorpommern und seit 1990 der Arno-Esch-Preis des Verbandes Liberaler Akademiker. Mit dem Preis soll an Esch und seine fünf Weggefährten erinnert werden, die 1951 zum Tode verurteilt und erschossen wurden. Seit 2016 vergibt die Forschungs- und Dokumentationsstelle des Landes Mecklenburg-Vorpommern zur Geschichte der Diktaturen in Deutschland in Rostock ein Arno-Esch-Promotionsstipendium zur Förderung der vergleichenden  Kommunismus- und Diktaturforschung.